# 四元町
四元町（よつもとちょう）は、鹿児島県鹿児島市の町。旧日置郡松元町大字四元。郵便番号は899-2708。人口は299人、世帯数は162世帯（2020年4月1日現在）。

## 地理
鹿児島市の西部、谷口川上流域に位置している。町域の北方は上谷口町、南方は平田町、春山町、西方は直木町、東方は春山町に接している。
町域の中央を南北に鹿児島県道291号松元川辺線が通り、東西に日置広域農道が通っている。

### 河川
- 下谷口川

## 歴史
平成の大合併の際に松元町が加入していた法定合併協議会である鹿児島地区合併協議会において「当該廃止された字の区域に相当する区域より新たに町の区域を設定し、その名称については各町の意向を尊重し合併時までに調整するものとする」とされた。
2004年（平成16年）1月16日の鹿児島県公報に掲載された「 字の区域の設定及び変更」（平成16年鹿児島県告示第70号）の規定により同年の2月2日に松元町大字直木（現在の直木町）のうち字松ヶ谷・名付・ヲサシキ・小豆山・丸山・高付・城ノ河内平・水ノ手・荷崎山・三反田・谷之木場・野角・野首・小麦田・笹ヶ尾・笹ヶ尾平・石垣岡・冷水平・長迫・古園・池之山・馬渡・荷付岩・松原・鍋山・添ヶ迫・大迫平・長山・久木宇都・堤山・鍋原・段座平・中尾・外園・西ノ迫・大久保原・草木原・小路山原・北迫・中園・別心・無崎平・大崎・別心原・内迫平・井ノ木ヶ谷・井川平・川路山・前田・須ヶ牟田の全域及び、松元町大字上谷口（現在の上谷口町）のうち字別新原・頭ナシ迫・市木平・新之浦・山ノ口・芭蕉・篠原堀・タタラ迫の全域の区域より新たに松元町の大字「四元」として設置された。
同年11月1日に松元町が日置郡郡山町、鹿児島郡吉田町、桜島町、揖宿郡喜入町と共に鹿児島市に編入された。合併に際して設置された法定合併協議会である鹿児島地区合併協議会における協議によって、松元町の区域の大字については「字の区域を廃止し、当該廃止された字の区域に相当する区域により新たに町の区域を設定し、その名称については表示案に基づき、各町の意向を尊重し合併までに調整するものとする」と協定された。
前述の協定に基づいて、合併前の10月26日に鹿児島県の告示である「 町の区域の設定及び字の廃止」が鹿児島県公報に掲載された。この告示の規定に基づき、それまでの大字四元は廃止され、大字四元の全域を以て新たに鹿児島市の町「四元町」が設置された。

### 字域の変遷
| 実施後                 | 実施年             | 実施前                   |
| ---------------------- | ------------------ | ------------------------ |
| 松元町大字四元（新設） | 2004年（平成16年） | 松元町大字直木（一部）   |
| 松元町大字四元（新設） | 2004年（平成16年） | 松元町大字上谷口（一部） |

## 人口
以下の表は国勢調査による小地域集計による人口の推移である。
| 年                 | 人口 |
| ------------------ | ---- |
| 2005年（平成17年） | 425  |
| 2010年（平成22年） | 402  |
| 2015年（平成27年） | 356  |

## 施設

### 公共
- 四元集会施設

### 寺社
- 聖神社

## 小・中学校の学区
市立小・中学校の学区（校区）は以下の通りである。
| 町丁   | 番・番地 | 小学校               | 中学校               |
| ------ | -------- | -------------------- | -------------------- |
| 四元町 | 全域     | 鹿児島市立春山小学校 | 鹿児島市立松元中学校 |

## 交通

### 道路
一般県道
- 鹿児島県道291号松元川辺線

広域農道
- 日置広域農道

### バス
- 鹿児島市コミュニティバス（あいばす）[16]
  - （月・水・金運行）四元交差点
  - （火・木・土運行）四元交差点 - 四元公民館前 - 篠原堀 - 別心原